# Локвуд, Тодд
Тодд Локвуд (англ. Todd Lockwood; род. 1957) — американский художник-фантаст и иллюстратор. В конце 1990-х — начале 2000-х годов — художественный редактор издательства Wizards of the Coast.
Тодд более всего известен по иллюстрациям и коллекционным картам к играм серии Dungeons & Dragons, обложкам к книгам Роберта Сальваторе, Элейн Каннингем, работам по вселенным Forgotten Realms и Dragonlance.

## Биография
Тодд родился 9 июня 1957 года в г. Боулдер, Колорадо. С детства был поклонником фантастики, в частности, сериала «Star Trek», а также игроком в Dungeons & Dragons. Своими кумирами называет Фрэнка Фразетту и Майкла Уэллана. Закончил в 1981 году с отличием художественный институт Колорадо в Денвере. В том же году завоевал серебряную медаль на ежегодном фестивале художественных редакторов. Некоторое время работал в журнале, посвящённом космическим спутникам.
Его карьера сделала неожиданный поворот после участия в фестивале WorldCon-1995. На этом конвенте Тодд завоевал несколько премий и был замечен редакторами журналов фантастической и игровой тематики. После этого Локвуд разорвал контракт со своим агентством в Нью-Йорке и переехал в Вашингтон, где работал в издательстве TSR и, впоследствии, его наследнике Wizards of the Coast.
В настоящее время ушёл из штата издательства во фриланс, но продолжает рисовать обложки к книгам по Forgotten Realms и Dragonlance.

## Награды
- 1995: World Fantasy Art Show Award лучшая монохромная иллюстрация за Cerberus
- 1996: World Fantasy Art Show Award лучшая монохромная иллюстрация за Kali
- 1996: Chesley Awards лучшая монохромная иллюстрация за Cerberus
- 1997: Chesley Award лучшая внутренняя иллюстрация за Death Loves Me, для журнала Realms of Fantasy
- 1998: Chesley Award лучшая обложка за Black Dragon, для журнала Dragon magazine
- 1999:Chesley Award лучшая игровая иллюстрация за обложку к игровому модулю «15-летие Dragonlance»
- 2001: Chesley Award 2001 лучшая обложка за Swashbuckler, для журнала Dragon magazine
- 2003: Chesley Award 2003 лучшая обложка за The Thousand Orcs для издательства Wizards of the Coast
- 2003: Chesley Award 2003 лучшая обложка за Hellfire Dragon для журнала Dragon magazine
- 2003: Chesley Award 2003 лучшая игровая иллюстрация за обложку City of the Spider Queen, игровой модуль Dungeons & Dragons
- 2004: Chesley Award 2004 за заслуги в области искусства.
- 2004: Chesley Award 2004 лучшая обложка за Tangled Webs for Wizards of the Coast
- 2004: Chesley Award 2004 лучшая внутренняя иллюстрация за Crossing Into Empire, для журнала Realms of Fantasy
- 2004: Chesley Award 2004 лучшая игровая иллюстрация за Draconomicon, дополнения Dungeons & Dragons accessory для издательства Wizards of the Coast